# العزابة مانكات (سيدي الحطاب)
العزابة مانكات هو دُوَّار يقع بجماعة سيدي الحطاب، إقليم قلعة السراغنة، جهة مراكش آسفي في المملكة المغربية. ينتمي الدوّار لمشيخة سيدي الحطاب التي تضم 13 دوار. يقدر عدد سكانه بـ 890 نسمة حسب الإحصاء الرسمي للسكان والسكنى لسنة 2004.

## روابط خارجية
- البوابة الوطنية للجماعات الترابية
- المندوبية السامية للتخطيط